# Agabus longissimus
Agabus longissimus är en skalbaggsart som beskrevs av Régimbart 1899. Agabus longissimus ingår i släktet Agabus och familjen dykare. Inga underarter finns listade i Catalogue of Life.